# Frédérique Puissat
Frédérique Puissat, née le 4 novembre 1967 à Vif, est une femme politique française. Elle est actuellement sénatrice de l'Isère.

## Biographie

### Enfance et études
Elle est titulaire d'un bac A1.

### Carrière professionnelle
Elle est secrétaire générale de Twinner, puis cadre administratif et financier chez Go Sport.

### Carrière politique
Elle est maire de Château-Bernard de 2001 à 2017.
De 2008 à 2011,, elle succède à Christian Durif,,, à la présidence de la communauté de communes du canton de Monestier-de-Clermont,. En 2012, elle accède à la 1re vice-présidence de la communauté de communes du Trièves puis à la 7e vice-présidence à l'enfance, à la jeunesse et à la famille en 2014,.
Elle est élue conseillère générale du canton de Monestier-de-Clermont lors des cantonales de 2011,.
En 2011, Michel Savin lui propose d'être candidate sur sa liste lors des sénatoriales. Elle figure en 2e position sur la liste de la majorité présidentielle, mais elle n'est pas élue.
En mars 2015, elle est élue conseillère départementale du canton de Matheysine-Trièves en tandem avec Fabien Mulyk,,,,,. Elle est nommée 1re vice-présidente du conseil départemental de l'Isère, déléguée à la famille, à l'enfance et à la santé,,.
Le 24 septembre 2017, elle est élue sénatrice de l'Isère,,,,,,. Touchée par le cumul des mandats, elle démissionne de ses mandats de maire,, et de vice-présidente de la communauté de communes ; néanmoins, elle continue de siéger comme conseillère municipale et communautaire.
En 2009, elle est nommée secrétaire départementale de l'UMP 38,. Elle est vice-présidente des Républicains 38.
Elle soutient François Fillon à la primaire de la droite et du centre de 2016,,.
Elle parraine Laurent Wauquiez pour le congrès des Républicains de 2017,.
Frédérique Puissat est réélue pour un nouveau mandat au Sénat le 24 septembre 2023.

### Prises de position
Elle est favorable à un recul de l’âge de départ à la retraite pour éviter un « déséquilibre des comptes sociaux » et s'oppose à la réduction de la durée du travail hebdomadaire.
Elle est rapporteure en 2022 du projet de loi sur l'assurance chômage.
Elle fait partie des 72 parlementaires qui ont voté contre la constitutionalisation de l'interruption volontaire de grossesse (IVG) le 4 mars 2024 lors de la séance du congrès consacrée à ce vote.